# Коняев, Игорь Григорьевич
Игорь Григорьевич Коняев (род. 1963) — российский театральный актёр, режиссёр, лауреат Государственной премии России (2003 г.), лауреат российской национальной премии «Золотая маска», лауреат высшей театральной премии Санкт-Петербурга «Золотой софит».

## Биография
Родился 28 января 1963 года в городе Тырныауз в Кабардино-Балкарии.
С 1980 года учился Харьковском институте искусств им. И. П. Котляревского (курс А. И. Сердюка). Параллельно с учёбой стал играть в спектаклях Харьковского театра драмы им. Т. Г. Шевченко. В 1983 году перевёлся Ленинград, в ЛГИТМиК, который окончил в 1985 году (курс Я. Хамармера). С 1987 по 1989 год работал как актёр в различных театральных студиях. С 1989 по 1995 год учился и окончил Санкт-Петербургскую академию театрального искусства (актёрско-режиссёрский курс Льва Додина).
С 1995 по 2004 годы работал в студии Малого Драматического театра — Театра Европы, создавал и играл в спектаклях «Gaudeamus» (1990) и «Claustrofobia» (1994), в 1997 году был режиссёром — ассистентом в спектакле Льва Додина «Пьеса без названия» по пьесе А. П. Чехова
С 1996 по 2010 год Игорь Григорьевич ставил спектакли в театрах Балтийский дом, Приют Комедианта, Театр им. В. Ф. Комиссаржевской, Михайловский театр, Театр музыкальной комедии, в театрах Челябинска (Челябинский государственный драматический Камерный театр), Саратова (Саратовский театр драмы имени И. А. Слонова), Калининграда, Новосибирска, Омска (Омский академический театр драмы), Костромы.
С 2008 по 2013 годы — режиссёр в театре им. В. Ф. Комиссаржевской.
С августа 2010 года по сентябрь 2015 года занимал пост художественного руководителя Рижского русского театра имени Михаила Чехова.
С августа 2010 по июнь 2014 года преподавал в Латвийской академии культуры для студентов-актёров при Рижском русском театре им. Михаила Чехова.
С февраля 2016 по июнь 2017 года был главным режиссёром Санкт-Петербургского театра музыкальной комедии.

## Творчество

### МДТ — Театр Европы
1999 — «Квартира Коломбины» по пьесе Л. Петрушевской и У. Шекспира
1999 — «Ресторанчик… Ресторанчик…» по произведениям русских и советских поэтов, писателей и композиторов
2002 — «Московский хор» Людмилы Петрушевской
В главной роли н.а. Татьяна Щуко
Спектакль участник многих международных фестивалей.
Спектакль удостоен премий: «Золотой софит» −2002год, «Золотая маска»- 2003 год, Государственной премии РФ — 2003 год.
Снята телеверсия спектакля для канала «Культура»
2004 — «Блажь» Александр Островский, Пётр Невежин

### Санкт-Петербургский государственный театр «Балтийский дом»
2003 — «Жизнь Ильи Ильича» по роману «Обломов» И. А. Гончарова
2006 — «Перезагрузка» Илья Тилькин (Театр «Балтийский дом»)
2005 — «Изображая жертву» Братьев Пресняковых (Театр «Балтийский дом»)
2007 — «Похороните меня за плинтусом» Павла Санаева
В главной роли народный артист России Игорь Скляр.
Исполнительница роли Бабушки — народная артистка России Эра Зиганшина удостоена премии «Золотой софит» в номинации «Лучшая женская роль».
Снята телеверсия спектакля для канала «Культура».
Спектакль награждён грамотой правительства Санкт-Петербурга и является участником «Дней культуры Санкт-Петербурга» в разных странах.
2010 — «Ольга. Запретный дневник», пьеса Елены Чёрной на основе подлинных документов Ольги Берггольц
2016 — «Шерлок Холмс» музыкальный детектив по произведениям Конан Дойля на музыку Раймонда Паулса
2022 — «Хроники Раздолбая» Павел Санаев
2024 — премьера документального спектакля по воспоминаниям, письмам, дневникам сотрудников Эрмитажа «Живые картины блокады» на малой сцене

### Санкт-Петербургский театр музыкальной комедии
2010 — «Севастопольский вальс» Константина Листова
2013 — «Граф Люксембург» Франц Легар
Карина Чепурнова за роль Анжель Дидье удостоена Высшей театральной премии Санкт-Петербурга «Золотой софит» в номинации «Лучшая женская роль в оперетте».
Владимир Яковлев за роль Князя удостоен Высшей театральной премии Санкт-Петербурга «Золотой софит» в номинации «Лучшая мужская роль в оперетте».
2015 — «Венская кровь» Иоганн Штраус
Первая постановка в России на русском языке, автор пьесы Семён Альтов
2016 — Концерт «Оперетта в конце лета»
2017 — «Непобеждённый Ленинград»
Общедоступный концерт, посвящённый Дню полного снятия блокады Ленинграда
2023 — «Летучая мышь» Иоганн Штраус
2024 - мюзикл Андрея и Ольги Петровых «Капитанская дочка»  к 225-летию со дня рождения Александра Сергеевича Пушкина

### Академический драматический театр имени В. Ф. Комиссаржевской
2008 — «Живой товар» А. П. Чехова
2010 — «Доходное место» А. Н. Островского
2011 — «Эрос» Павла Когоута
2013 — «Тюркаре» Ален-Рене Лесажа

### Государственный драматический театр «Приют комедианта» («Приют комедианта»)
1999 — «Недосягаемая» по пьесе Сомерсета Моэма
2005 — «Проделки Скапена» Жан-Батиста Мольера
2006 — «Пиль. Комическое представление» по рассказам Антона Чехова

### Рижский русский театр имени Михаила Чехова
- 2010 — «Двенадцатая ночь» У. Шекспира
- 2011 — «Не всё коту масленица» А. Н. Островского
- 2012 — «Танго между строк» Алексея Щербака
- 2012 — «Лесная песня» Леси Украинки
- 2012 — «Лес» А. Н. Островского
- 2013 — «Комедиант Господина» («Кабала святош») М. А. Булгакова
- 2014 — «Два джентльмена из Вероны» У. Шекспир
- 2014 — «Vivat Akademia» концерт выпускников Латышской Академии Культуры при Рижском русском театре им. Михаила Чехова
- 2015 — «70 лет на сцене» Юбилейный вечер актрисы Людмилы Ивановны Голубевой
- 2015 — «Сашка» В. Кондратьев
- 2015 — «Благословение любви» импровизации по стихам Райниса и Аспазии композитор Артур Маскатс (Arturs Maskats)
- 2016 — «Привидение из Кентервиля» легенда с музыкой в двух действиях по истории Оскара Уайльда композитор Раймонд Паулс (Raimonds Pauls), драматург Алексей Щербак

### Саратовский государственный академический театр драмы имени И. А. Слонова
1998 — «Женщины всегда смеются и танцуют» по пьесе Ольги Мухиной «Таня-Таня» (Саратовский академический театр драмы имени И. А. Слонова)
2000 — «Женитьба Фигаро» Бомарше (Саратовский академический театр драмы имени И. А. Слонова)
2003 — «Завтрак у предводителя» И. С. Тургенева (Саратовский театр драмы имени И. А. Слонова)
2021- «Человек из Подольска» Дмитрий Данилов (Саратовский академический театр драмы имени И. А. Слонова)
2021- «Что делать» Н. Г. Чернышевский
2023 — «Блажь» по пьесе А. Н. Островского и П. М. Невежина

### Костромской государственный драматический театр имени А. Н. Островского
2008 — «Снегурочка» А. Н. Островского
Спектакль удостоен премии фестиваля «Дни Островского в Костроме» «Лучшая режиссёрская работа» и «Лучшая работа художника».
2022 — «Доходное место» А. Н. Островского
Спектакль Лауреат премии им. А. Н. Островского в номинации «Лучшая работа режиссёра»
2023 — «Двенадцать стульев» по роману Ильи Ильфа и Евгения Петрова

### Казанский государственный академический русский Большой драматический театр имени В. И. Качалова
2016 — «Укрощение строптивой» Уильям Шекспир
2018 — «Лес». А. Н. Островский

### Челябинский государственный драматический «Камерный театр»
1996 — «Женщины всегда смеются и танцуют» по пьесе Ольги Мухиной «Таня-Таня»
2001 — «Конкурс» Александра Галина

### Постановки в других театрах
2005 — «La moglie è la moglie» фантазия по рассказам Антона Чехова
Театр Метастазио (Прато, Италия)
2006 — «Жена есть жена» по рассказам А. П. Чехова
Омский академический театр драмы
2006 — «Безумный мир, господа!» Томаса Мидлтона
Новосибирский академический молодёжный театр «Глобус»
2009 — «Русалка» Антонин Дворжака
Михайловский театр, город Санкт-Петербург
Музыкальный руководитель Петер Феранец
2012 — «Испанские безумства» по пьесе «Учитель танцев» Лопе де Вега
Московский Театр Ленком
2013 — «Голос отца» по мотивам произведений Андрея Платонова
Московский Театр на Таганке
2014 — «Ромео и Джульетта» Сергей Прокофьев
Санкт-Петербургский государственный академический театр балета имени Леонида Якобсона
Хореография Антона Пимонова
Режиссёрская концепция и либретто Игоря Коняева
2022 — AR-спектакль «Матильда Кшесинская — блистательная реальность русского балета», к 150-летию со дня рождения великой русской балерины
Государственный музей политической истории России, Санкт-Петербург.
2023 — «Капитанская дочка» А. С. Пушкин
Азербайджанский государственный академический русский драматический театр имени Самеда Вургуна
2024 — Документальный спектакль по воспоминаниям, письмам, дневникам сотрудников Эрмитажа «Живые картины блокады»
Эрмитажный театр

## Работы в кино и на телевидении
2006 — Автор и ведущий телепрограммы «Театр умер! Да здравствует театр!»
Премьера телеканал «Культура»
2009 — Автор и режиссёр кино ролика об истории АБДТ им. Г. А. Товстоногова для торжественного поклона, в связи с празднованием 90-летия театра.
2009 — Автор и ведущий телепрограммы «Анатомия театра»
Премьера телеканал «Культура»
2010 — Автор и режиссёр кино ролика о реконструкции здания Рижского русского театра «REконструкция чуда. REставрация мечты» 2020 — «Познавая цвет войны» документальный фильм
Премьера телеканал «Культура»
2021 — «Сашка. Дневник солдата» художественный короткометражный фильм
Премьера 43-й Московский Международный кинофестиваль
2023 — «Я не актёра зрю, а бытия черты» документальное эссе
Премьера телеканал «Культура»

## Проведение и организация мероприятий в качестве автора и режиссёра
2003 — «Мой Петербург» вручения литературной премии журнала ELLE
2003—2013 — «Театральные игры на Кубок Гертруды» Ежегодная городская праздничная благотворительная программа, посвящённая Международному Дню театра
2005 — «200 лет Российской национальной библиотеки» Торжественный вечер и концерт
2007 — «Здравствуй, Польша, сколько лет мечтали мы о встрече!» Дни Санкт-Петербурга в Кракове. Концерт
2008 — Концерт-посвящение Народному артисту СССР Кириллу Лаврову на сцене АБДТ им. Г. А. Товстоногова в рамках фестиваля «Встречи в России»
2008 — «Золотой софит» Торжественная церемония вручения высшей театральной премии Санкт-Петербургасезона 2007—2008
2012 — «Золотой Софит» церемония вручения высшей театральной премии Санкт-Петербурга сезона 2011—2012
2013 — «Дни славянской письменности и культуры» Общедоступный городской концерт Правительства Санкт-Петербурга
2013 — «Дорога длиною в 130 лет» ряда мероприятий, приуроченных к 130-летию Рижского русского театра, автор фильма об истории театра
2015 — «Киношлягеры Андрея Петрова»
Концерт в БКЗ «Октябрьский» — К Дню рождения Санкт — Петербурга и юбилею его почетного гражданина, композитора Андрея Петрова
2015 — «Китайский каприз» Театрализованное дефиле, при участии известных петербургских дизайнеров — Елена Бадмаева, Лилия Киселенко, Татьяна Котегова, Стас Лопаткин, Татьяна Парфенова, Янис Чамалиди (Александровский парк, музей-заповедник «Царское Село»)
2016 — «Музыка. Кино. Андрей Петров» Концерт в БКЗ «Октябрьский» — Дню рождения Санкт — Петербурга и дню рождения его почетного гражданина, композитора Андрея Петрова
2016 — «Прима-балерина и её друзья. Юлия Махалина приглашает» Гала-концерт звёзд мирового балета(Санкт-Петербургская Академическая филармония им. Д. Д. Шостаковича)
2017 — «От победы к Победе» Праздничная программа в БКЗ «ОКТЯБРЬСКИЙ» .
2017 — «День памяти — Победы праздник» Праздничная программа на Дворцовой площади города Санкт-Петербурга, посвящённая 72-годовщине победы советского народа в Великой Отечественной войне
2017 — «ПОСЛАНИЕ К ЧЕЛОВЕКУ» Торжественное открытие на Дворцовой площади Санкт-Петербурга XXVII Международного кинофестиваля документальных, короткометражных игровых, анимационных и экспериментальных фильмов
2017 — «КОЧЕРГИН.80.ЮБИЛЕЙНЫЙ ВЕЧЕР» программа в БДТ им. Г. А. Товстоногова